# ジョン・グレミリオン
ジョン・グレミリオン（John Gremillion、1967年6月11日 - ）は、アメリカ合衆国の男性声優、編集技師。

## 概要
テキサス州ヒューストン出身。ジュリアード音楽院中退後、テキサス大学オースティン校にて映画・テレビ・ラジオ学士の学位を取得。
主にADVフィルム及びファニメーションが制作する日本アニメ作品の英語版に出演している。映画俳優組合などの労働組合には加盟していない。

## 出演作品

### テレビアニメ
1999年
- 機動戦艦ナデシコ（ムネタケ・サダアキ）
- バブルガムクライシス TOKYO 2040 （ナイジェル・カークランド）

2001年
- A.D.POLICE
- プリンセスナイン 如月女子高野球部（早川英彦）
- 魔探偵ロキRAGNAROK（大堂寺操）

2002年
- エクセル・サーガ（ニュースキャスター）
- チャンス〜トライアングルセッション〜（海原将）

2003年
- アベノ橋魔法☆商店街（幸平さん）
- 超GALS!寿蘭（寿泰三）
- 聖戦士ダンバイン（トッド・ギネス）
- 聖闘士星矢
- 南海奇皇（レポーター）
- ラーゼフォン（功刀仁）

2004年
- D・N・ANGEL（日渡警視長）
- 鋼の錬金術師（ロア）

2005年
- エリア88（新庄真）

2006年
- 超時空要塞マクロス（ブリタイ・クリダニク）
- トリニティ・ブラッド（フランチェスコ・ディ・メディチ）
- ぱにぽにだっしゅ!（早乙女先生）

2007年
- AIR（橘敬介）
- イノセント・ヴィーナス（スティーブ）
- うたわれるもの（ハクオロ）
- コヨーテ ラグタイムショー
- SoltyRei（デイル・ボイド）
- Xenosaga THE ANIMATION（ガイナン・クーカイ、アルベド・ピアソラ）
- 009-1
- 東京魔人學園剣風帖 龖（犬神杜人）

2010年
- 桜蘭高校ホスト部
- ゴルゴ13
- ONE PIECE (ジュラキュール・ミホーク)

2011年
- 学園黙示録 HIGHSCHOOL OF THE DEAD（松戸）
- 黒執事（アーサー・ランドル卿）
- 閃光のナイトレイド（伊波葛）

2012年
- 黒執事II（アーサー・ランドル卿）
- パンティ&ストッキングwithガーターベルト（オスティマス）

2013年
- 境界線上のホライゾンII（フランシス・ドレイク）

2014年
- デビルサバイバー2 ブレイクレコード（峰津院大和）

### 劇場アニメ
2004年
- ラーゼフォン 多元変奏曲（功刀仁）

2013年
- Last Flight of the Champion（ホッパー）

### OVA
1999年
- Compiler

2003年
- ダーティペア 謀略の005便※ADVフィルム版

2004年
- PARASITE DOLLS
- メガゾーン23PARTII 秘密く・だ・さ・い（白鳥優一郎）

2011年
- ノラゲキ!

2013年
- るろうに剣心 -明治剣客浪漫譚- 新京都編（四乃森蒼紫）

### ゲーム
2003年
- アンリミテッド:サガ（アンザン、ユン）

### 映画
2000年
- Laughing Boy（ボウリング場の経営者の声）

2006年
- Eve of Understanding（ラス）

### 吹き替え
2004年
- イエスタデイ（エージェント2）
- 隠忍術（鳳来）
- ロスト・メモリーズ（キム・ジョンファン）

2005年
- ジャングル・ジュース（キム）
- 大変な結婚（パク・デサン）

## 編集作品
2000年
- Laughing Boy

2001年
- Texas Justice（AVID編集）

2010年
- メイキング・オブ・Halo Legends

2011年
- Midsummer